# Андреас Гринциг
Андреас Роланд Гринциг (Дрезден, 25. јун 1939 — Форсајт, 27. октобар 1985) је био немачки кардиолог, радиолог и један од оснивача интервентне кардиологије, у оквиру које је први успешно применио ангиопластику за проширење лумена сужених артерија.

## Живот и каријера
Андреас Гринциг је рођен 25. јуна 1939. у Немачком граду Дрездену. Након погибије његовог оца у Другом светском рату, породица Гринциг је од 1950. до 1952. привремено емигриралa и живeлa у Аргентини.
Он и његова друга супруга изгубили су живот у удесу авиона „Beechcraft Baron“ код места Форсајт у округу Монро, држава Џорџија у САД, 27. октобра 1985.